# 斉藤裕子
斉藤 裕子（さいとう ゆうこ、1967年9月13日 - ）は、栃木県那須塩原市出身の日本の女子プロゴルファー。

## 経歴
14歳からゴルフを始める。矢板中央高出身。
1990年プロテスト合格、日本女子プロゴルフ協会入会。1993年までは賞金ランキング100位以下が続いた。
1994年は紀文レディースクラシックで7位タイ、カトキチクイーンズゴルフトーナメントで4位タイなどトップ10入りも複数回記録し、賞金ランク49位で初のシード権獲得。
1995年は再春館レディースで3位タイ、ヤクルトレディースゴルフトーナメントで3位。賞金ランク39位で2年連続シード権。
1996年はミズノレディース、五洋建設レディースで共に2位タイ。賞金ランク30位で3年連続シード権。
1997年から2003年まではシード権を獲得できず。
2004年、中京テレビ・ブリヂストンレディスオープンでは初日2オーバー44位タイと出遅れたが、2日目は2番ホールでホールインワンを達成するなど自己ベストスコア65で2位タイまで急浮上。最終日も67、通算10アンダーで2位に3打差をつけ15年目でツアー初優勝となった。スタンレーレディスゴルフトーナメントでも3位タイになるなど賞金ランク21位で8年ぶりのシード権獲得。
2005年、ヨネックスレディスゴルフトーナメントでは首位と1打差まで詰め寄るも2位タイ。賞金ランク30位で2年連続のシード権。
2006年は何度も１桁順位を記録するも優勝なし。賞金ランク25位で3年連続のシード権。
2007年はアクサレディスゴルフトーナメントで首位と2打差の3位タイ。賞金ランク43位で4年連続のシード権。
2008年はスタジオアリス女子オープンで首位と3打差の3位タイ。賞金ランク34位で5年連続のシード権。
2009年はシード権保持者では最年長の41歳で迎えた。クリスタルガイザーレディスゴルフトーナメントでは首位タイで最終日を迎えたが75と失速し3位タイ。しかし2週後のヴァーナルレディースでは最終日を単独首位でスタートし、一時は横峯さくらに並ばれ斉藤もダブルボギーを叩くなど苦しんだが通算5アンダー、2位に3打差で5年ぶりの優勝を飾った。40代での優勝も約4年ぶりだった。同年の全英女子オープンに出場したが予選落ちした。同年の賞金ランクは自己最高の16位で6年連続シード権。
以降は2010年同56位、2011年同93位、2012年同82位、2013年同61位、2014年同78位と2桁順位が続くもシード権獲得には至らなかった。
2017年、レジェンズツアー (グリーンアカデミーカップ) で初優勝。
2018年に創設された全米シニア女子オープン (シカゴゴルフクラブ)では予選会を突破して本選に出場し、通算2オーバーで日本勢最高の5位と健闘。同年のLPGAアワード特別賞を受賞。

## 人物
- 身長163cm、血液型O型。
- JLPGAツアーでホールインワンを3度記録。
- ユニバーサル・スタジオ・ジャパンが好きで、特にスヌーピーに会うのを楽しみにしている[5]。

## 成績

### JLPGAツアー優勝 (2)
| No. | Date          | Tournament                               | スコア             | 2位との差 | 2位（タイ）                  |
| --- | ------------- | ---------------------------------------- | ------------------ | --------- | ---------------------------- |
| 1   | 2004年5月23日 | 中京テレビ・ブリヂストンレディスオープン | −10 (74-65-67=206) | 3打差     | 原田香里                     |
| 2   | 2009年5月17日 | ヴァーナルレディース                     | −5 (67-70-74=211)  | 3打差     | 古閑美保 イム・ウナ 不動裕理 |

## 表彰
- LPGAアワード
  - 特別賞 (2018年)